# 가나오카촌 (아키타현)
가나오카촌(金岡村)은 아키타현 야마모토군에 있던 촌이다. 현재의 미타네정 북단, 오우 본선 기타카네오카 역 주변에 해당한다.

## 역사
- 1889년 4월 1일 - 정촌제 시행에 의해 3촌의 구역으로 성립하였다.
- 1955년 4월 1일 - 모리타케촌, 시모이가와촌과 합병해, 야마모토촌이 성립해, 동일 가나오카촌이 폐지되었다.

## 교통

### 철도
- 일본국유철도 오우 본선